# Поливановка (Калужская область)
Поливановка— деревня в Жуковском районе Калужской области, в составе сельского поселения «Деревня Верховье».
Поливановка —  от фамилии владельцев — Поливановых. Слободка — пригородное селение, подгородный поселок, за городом, за стеной посада.
Ян — польская, украинская и белорусская форма крестильного имени Иоанн. Возможно от Ям — селение с ямской повинностью.

## География
Расположена на севере Калужской области. Рядом — Трясь, Ступинка.

## Климат
Умеренно-континентальный с выраженными сезонами года: умеренно жаркое и влажное лето, умеренно холодная зима с устойчивым снежным покровом. Средняя температура июля +18 °C, января −9 °C. Теплый период длится в среднем около 220 дней.

## Население
| 2002 | 2010 |
| ---- | ---- |
| 16   | ↘12  |

## История
Относилось  к Репинской волости, бывших владений Бориса Годунова. Основное население проживало в Самсоново, Трясь и Слободка. 
В 1782 году деревня Слободка Янова тож, графа Петра Григорьевича и графини Пелаги Петровны Чернышовых, Евграфа Игнатьевича и Михаила Ивановича Поливановых, по обе стороны речки Язвенки. 